# エディプス王 (エネスク)

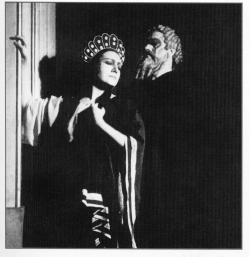
1936年の初演時のペルネとフェレール

『エディプス王』（エディプスおう、フランス語: Œdipe）は、ジョルジェ・エネスク作曲の全4幕のフランス語のオペラで、トラジェディ・リリック（抒情悲劇）と銘打たれている。古代ギリシアの三大悲劇詩人の一人ソポクレスの悲劇『オイディプス王』と『コロノスのオイディプス』を原作としている。リブレットはエドモン・フレグによって作成された。

## 概要
エネスクは台本を見つける前からオイディプスに着想を得たオペラを作曲するというアイデアを持っており、1910年に本作のスケッチを開始した。エドモン・フレグからの台本の初稿は1913年に届けられた。エネスクは1922年に音楽を完成させ、1931年にオーケストレーションを完成させた。オペラは1936年3月13日にパリ・オペラ座で世界初演された。

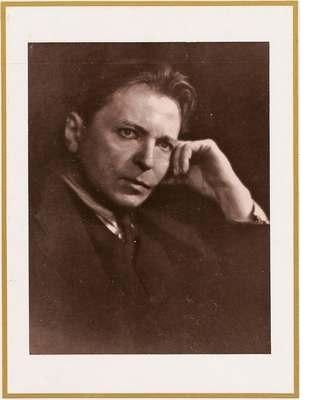
エネスク

最初のルーマニア公演はエマノイル・チョマックによる台本のルーマニア語訳を使用して、1958年9月22日にブカレストでコンスタンティン・シルヴェストリによって行われた。最初のドイツ公演は 1996年にベルリンで行われ、その後ウィーン国立歌劇場でも上演された。米国での初演は2005年にイリノイ大学アーバナ・シャンペーン校で行われた。ザルツブルク音楽祭での初公演は2019年の夏にタイトルロールにクリストファー・モルトマン、インゴ・メッツマッハー指揮ウィーン・フィルハーモニー管弦楽団、テイレジアス役にジョン・トムリンソン、ジョカスト役にアナイク・モレルが出演して行われた。
オイディプス神話のこの劇的な音楽的扱いは、誕生から死までのオイディプスの人生の物語全体を描こうとする点で珍しいものと言える。第 3 幕ではオイディプス王の物語が取り上げられ、第 4 幕はプロット的には『コロノスのオイディプス』と重複しているが、原作と比べてオイディプスの最期の心理的扱いが異なっている 。 
『ラルース世界音楽事典』では「本作にはガブリエル・フォーレの影響がうかがえるが、独創性の深みは祖国ルーマニアの匂いの沁みついた音楽語法から来る。とりわけ〈話すような、自由な〉（パルランド・ルバート）抑揚の復元はルーマニアの民謡に典型的に見られるものである。そのためには、当時としては前衛的な四分音を使わなければならなかった。幻覚的なスフィンクスの場面と悲劇の感動的な高みにある第3幕はダヴィッド・オイストラフによれば、エネスクの〈傑作〉の頂点をなしている」。さらに「この力強く高潔なオペラでは豊富な音楽的な素材がギリシア神話の偉大さと悲劇的な力を表現している。エディプスの高貴な姿は、ここにおいて普遍的な広がりと深い人間的な意味を獲得し、運命に対する人間の悲劇的な戦いを象徴している。これこそがエネスクの作品の〈かなめ〉なのである」と説明している。
『ニューグローヴ世界音楽大事典』では「本作はそれほど知られていないが、より重要な作品である。本作はエネスクの最も野心的な作品で、ルーマニアでは一般に傑作とみなされている。本作はおもに1921年から1931年までの間に作曲され、稀に見る悲劇的な力を持った台本に沿って円熟した様式の多くの異なった面が散りばめられている。ジャン・コクトーやストラヴィンスキーとは異なったやり方でフレグとエネスクはソフォクレスが『エディプス王』に提示したクライマックスに捕らわれることはなかった。エディプスの全生涯を扱い、第4幕は『コロノスのオイディプス』にほぼ相当する場面であるが、ソフォクレスは、最後の瞬間にエディプスの視力を回復させ、輝かしい光の中で死なせ、最後は運命に勝つという結末とした。しかし、エネスクは異なる考え取り入れている。つまり、第2幕ではエディプスが「人間は運命よりも強い」と答えるところで既に提示されている。本作は壮大な劇的設定、雰囲気、背景に合わせて、音楽も変化に富んでいる。エディプスの誕生を祝う軽快なルーマニア的抑揚の旋律から、眠るスフィンクスを連想させる神秘的で悪夢を思わせるような響き、第3幕の盲目になった直後のエディプスの苦悩に満ちたシュプレヒゲザングの独白から終幕の深く安らかな日没の輝きまで、エネスクは全体に比類のない想像力によって豊かな世界を想像している。アルチュール・オネゲルが本作を〈大作曲家の至上の作品〉と呼んだのは当然である。それにもかかわらず、20世紀の主要なオペラの中で、ルーマニア以外では恐らく最も軽視されている作品である」と分析している。
『オックスフォードオペラ大事典』では「本作はエディプスの全生涯を意欲的に扱っており、いくぶん表現主義的な表現も見られる」と評している。

## 登場人物
| 人物名                                                                       | 原語         | 声域         | 役柄                                           | 初演時1936年3月13日のキャスト 指揮： フィリップ・ゴーベール |
| ---------------------------------------------------------------------------- | ------------ | ------------ | ---------------------------------------------- | ----------------------------------------------------------- |
| エディプス王                                                                 | Œdipe        | バスバリトン | ライオスとジョカストとの間の息子               | アンドレ・ペルネ                                            |
| テイレジアス                                                                 | Tirésias     | バリトン     | テーバイの盲目の予言者                         | アンリ・エチュベリ                                          |
| ライオス                                                                     | Laios        | テノール     | テーバイの王                                   | エドモン・シャストネ （Edmond Chastenet）                   |
| クレオン                                                                     | Créon        | バリトン     | ジョカストの弟                                 | ピエール・フルマンティ （Pierre Froumenty）                 |
| ジョカスト                                                                   | Jocaste      | メゾソプラノ | ライオスの妻                                   | マリア・フェレール （Marisa Ferrer）                        |
| スフィンクス                                                                 | La Sphinge   | メゾソプラノ | 女性の頭を持つ翼のある雌ライオンの姿をした怪物 | ジャンヌ・モンフォール （Jeanne Montfort）                  |
| アンティゴーヌ                                                               | Antigone     | ソプラノ     | エディプの娘                                   | ジャクリーヌ・クルタン （Jacqueline Courtin）               |
| メロプ                                                                       | Mérope       | コントラルト | ポリュボスの妻 コリントの王妃                  | マリー=アントワネット・アルモナ （Marie-Antoinette Almona） |
| テゼ                                                                         | Thésée       | バリトン     | アテネの王                                     | シュルル・カンボン （Charles Cambon）                       |
| 羊飼い                                                                       | le berger    | テノール     | ―                                              | ジョゼ・ド・トレヴィ （José De Trevi）                      |
| フォルバス                                                                   | Phorbas      | バス         | 元羊飼い、後にコリント法廷の使者               | ジャン・クラヴリー （Jean Claverie）                        |
| 大司祭                                                                       | Grand prêtre | バス         | ―                                              | アルマン・ナルソン （Armand Narçon）                        |
| 合唱：テーバイの女性、巫女、戦士、羊飼い、牧師、宮殿の女性、アテネの長老など |              |              |                                                |                                                             |

## 楽器編成
- 木管楽器:フルート4（3番と4番は持ち替えでピッコロ2、4番はアルト・フルートも持ち替え）、オーボエ3（3番は持ち替えコーラングレ１）、クラリネット3（3番は持ち替えで、E♭管）、バス･クラリネット1（持ち替えアルト・サクソフォン１）、ファゴット3（3番は持ち替えコントラファゴット１）、
- 金管楽器:ホルン4、トランペット3（1番は持ち替えでピッコロ・トランペット１）、トロンボーン３、テナーチューバ1、バスチューバ１、コントラバスチューバ1
- 打楽器:ティンパニ、バス・ドラム、スネアドラム、シンバル、トライアングル、タンバリン、グロッケンシュピール、タムタム 、ミュージックソー、カスタネット
- その他:弦5部、ハープ2、ピアノ、チェレスタ、ハーモニウム

バンダ（舞台裏）
- ウィンドマシーン、サンダーマシーン、フルート2、トランペット2、ハープ

## 演奏時間
第1幕：約25分、第2幕：約55分、第3幕：約50分、第4幕：約30分　合計：約2時間40分

## あらすじ
時と場所：神話時代のテーバイ、コリントおよびアテネ近郊のコロノス

### 第1幕
テーバイの王宮
ライオス王とジョカスト王妃の息子の誕生を人々が祝っている。ライオスとジョカストが大祭司の要請を受けて子供に名前を付けようとしたそのとき、老いた盲目の預言者テイレジアスが祭りを中断する。ライオスは子孫を残してはならないというアポロンの命令に従わなかったライオスを非難し、この違反に対する神の罰について「ある日、その子は父親を殺し、母親と結婚するであろう」と予言する。驚いたライオスは羊飼いを呼び、赤子を山に捨てて始末するように命じる。（羊飼いは不憫に思い、赤子を殺害せず、羊飼いたちに育てられた。）

### 第2幕

#### 第１場
コリント
20年後、その子は生き残りエディプスと名付けられ、ポリュバス王とメロプ王妃の子としてコリントに住むことになる。宮殿ではエディプスが暗い幻覚を見ており、街の遊戯やお祭り騒ぎへの参加を断る。メロプが心配して、自分がエディプスの母になることを誓うが、エディプスはデルフィの神託によって「自分が父親を殺し母親と結婚するという運命」が明らかにされた。彼はポリュバスとメロプが自分の実の両親であると考えており、予言を混乱させるために宮殿から逃げようとしている。メロプは相談者のフォルバスをエディプスのもとに送り込むが、エディプスは悩みの原因を明らかにしようとしない。かつては捨て子と呼ばれていたこともあるという。コリントを離れようとするエディプスはメロプにデルフォイの予言を明かすと、メロプは驚愕する。エディプスは一人でコリントスを去る。

#### 第2場
3本の道が交差する所

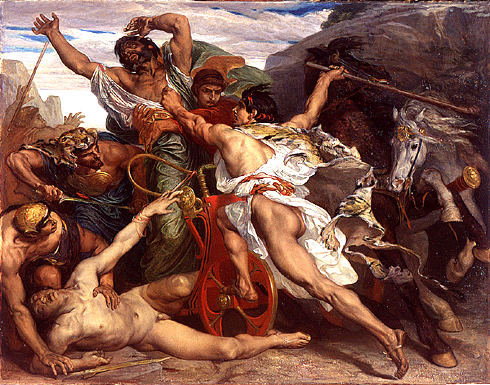
ライオスを殺すエディプス

エディプスを死から救ったと思われる羊飼いが、嵐の中、群れの世話をしている。エディプスが現れるが、どちらに向かうべきか分からない。彼はここ三晩、恐ろしい夢に悩まされなくなったため、コリントに戻ることさえ考えている。稲妻が彼の行く手を阻み、彼は神が罠を仕掛けたと思い、神を呪った。ちょうどそのとき、ライオスが二人の旅仲間と共に戦車に乗って到着し、エディプスに道を開けるよう要求し、侮辱して王笏でエディプスの頭を叩こうとする。エディプスは正当な防衛として、運命に逆らった棍棒でライオスとその仲間たちを殺害してしまう。嵐が起きるとエディプスは逃亡する。羊飼いはこの出来事を目撃する。

#### 第3場
テーバイ郊外

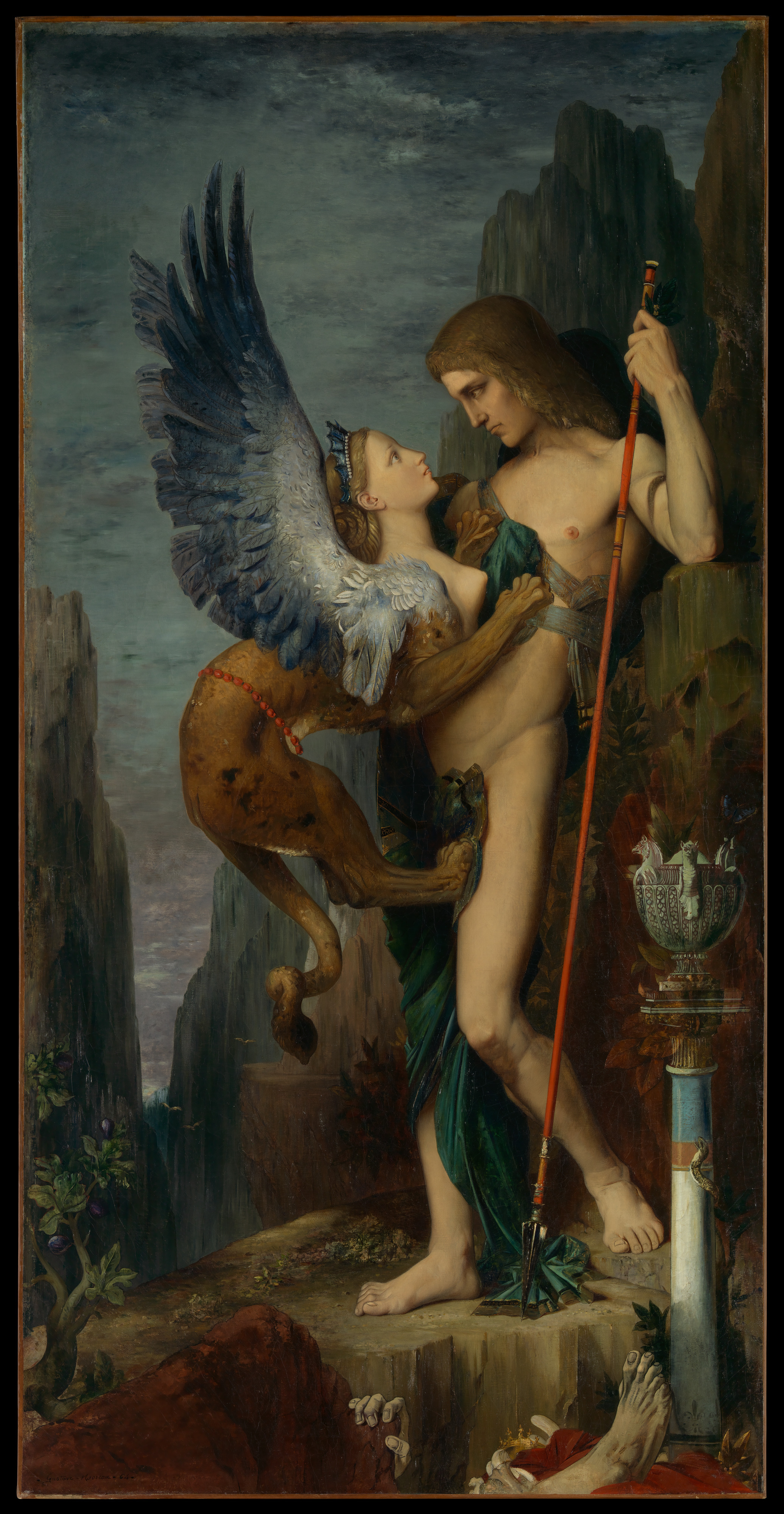
モローによる『オイディプスとスフィンクス』

女性の頭を持つ翼のある雌ライオンの姿をした怪物であるスフィンクスがテーバイの住民を苦しめ、謎に答えられない者は皆殺しになっている。エディプスは街を救うために彼女に挑戦することを申し出る。番人はスフィンクスを倒した者がテーバイの王となり、未亡人の女王ジョカストと結婚できると告げる。エディプスはスフィンクスを目覚めさせ、その謎に首尾よく答える。これによりスフィンクスは「瀕死のスフィンクスが敗北に泣くか、それとも勝利に笑うかは、未来が汝に告げるだろう」と言い残して、倒れて死んでしまう。テーバイとその国民はエディプスを解放者、そして新たな王として歓迎し、ジョカストとの結婚を勧める。

### 第3幕
テーバイの街
20年が経過し、その間、テーバイはエディプスが王として平和と繁栄を享受していた。しかし、テーバイは現在、ペストの流行に苦しんでいる。ジョカストの弟であるクレオンは、街を救うための神託を聞くためにデルファイを訪れる。クレオンはライオス殺害の犯人が暴露され、処罰された後にのみ疫病が終息するだろうとの神託を携えて戻って来る。殺人犯は現在この都市に住んでおり、自ら進んで正体を明らかにすれば追放されるが、そうでなければ呪われて神の怒りにさらされることになると言う。クレオンはテイレジアスと老羊飼いを街に呼び寄せた。テイレジアスは最初は何も言わなかったが、エディプスが彼を非難すると、預言者はエディプス本人を指差す。エディプスはクレオンが自分から王位を奪い取ろうとしているのではないかと疑い、テイレジアスとクレオンを目の前から追い払う。一方、ジョカストはエディプスを慰めようとし、ライオス殺害について語り、エディプスを動揺させる。羊飼いはジョカストの話は本当だと言う。

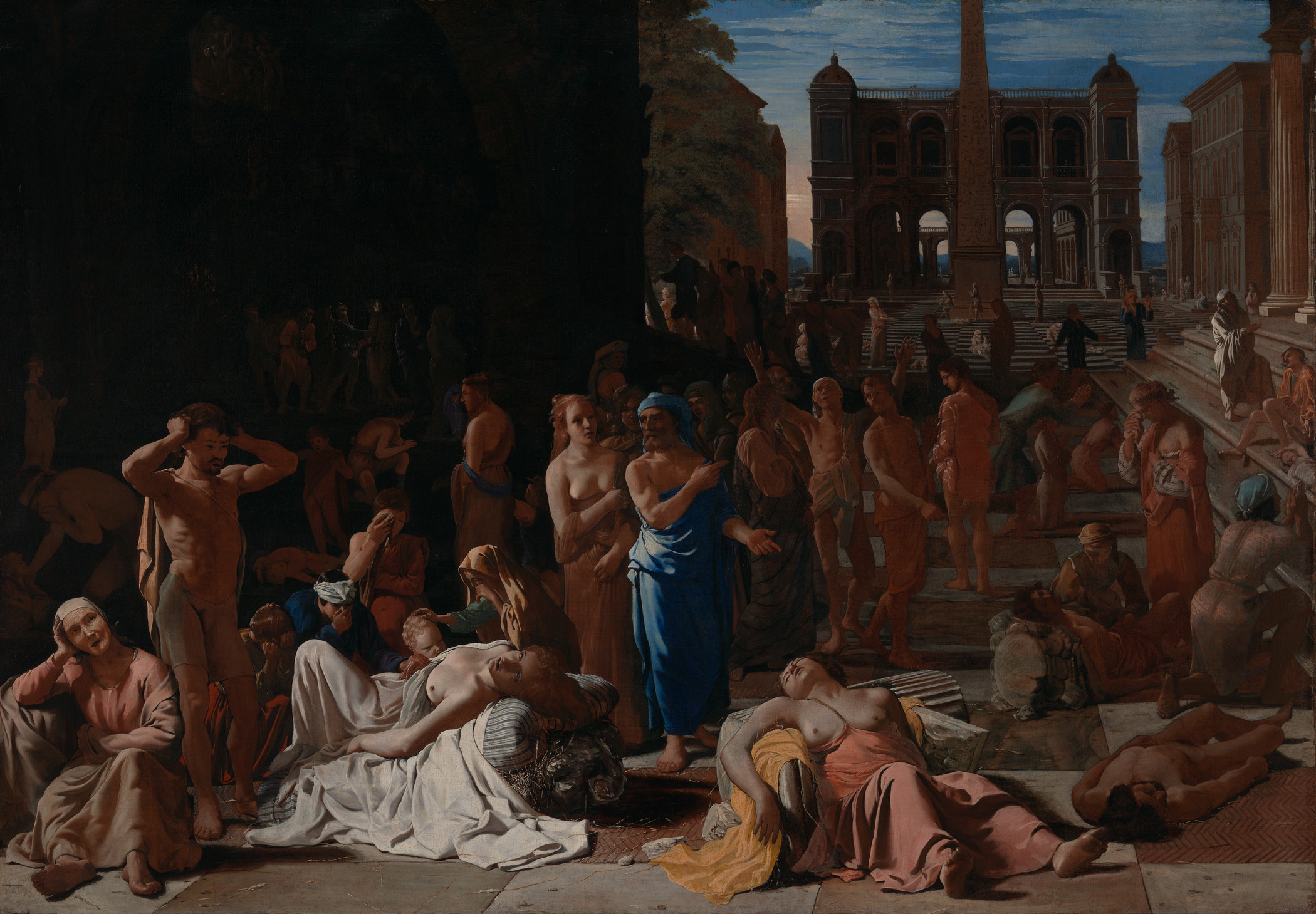
疫病に苦しむ古代都市

その後コリントからフォルバスが到着し、エディプスにポリュボスの後継者（コリントの王）になるよう頼み、ポリュボスとメロプが彼の実の親ではなく育ての親であることを明らかにした。メロプ自身の子供は出生時に死亡していたことが判明し、ポリュボスはエディプスを実の息子として育てたのだった。羊飼いは彼を風雨に晒させることはできなかった。エディプスはすべての真実を理解し、結局のところ神の罰と預言が現実になったことを悟り、宮殿に逃げ込む。ジョカストは真実を知り恐怖のあまり、自殺してしまう。その後、エディプスは恥辱と償いのために目をくりぬいて血まみれになって現れる。その後クレオンはエディプスに追放を宣告し、エディプスは街を救う唯一の方法としてその刑罰を受け入れる。エディプスの娘であるアンティゴーヌは、父親に同行し、彼の介護者になることに決めたのである。

### 第4幕
コロノスの花畑

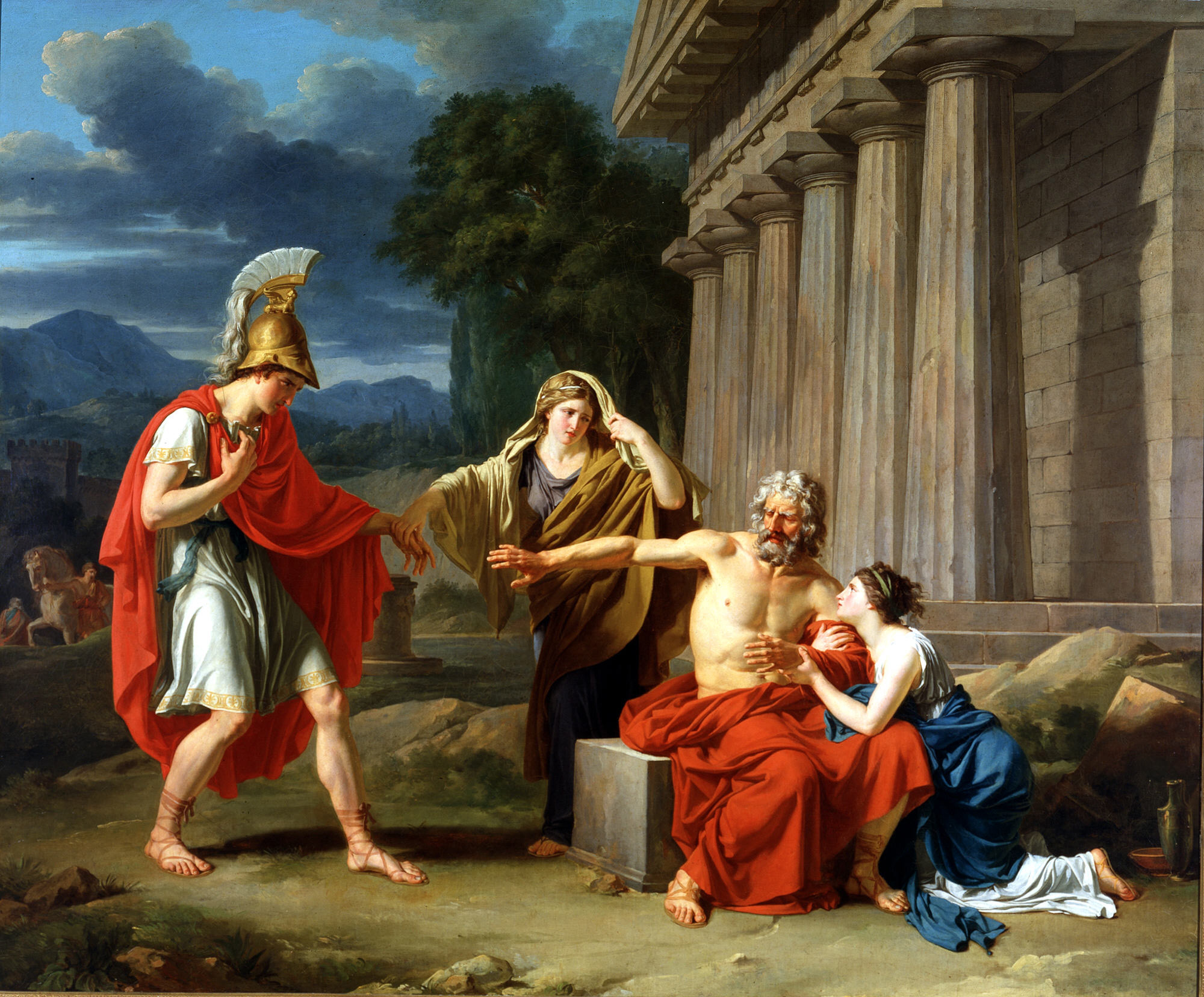
コロノスのエディプス

数年に及ぶ放浪の後、エディプスとアンティゴーヌは、テゼがユメニデスの保護を受けて統治するアテネ近郊のコロノスの花畑に到着する。アンティゴーヌはエディプスにその森について説明し、エディプスはそこで安らかに死ぬだろうと予言する。そこへクレオンが突然やって来て、テーバイが再び脅威にさらされていることを告げ、エディプスに王位に復帰するよう要求する。エディプスがこれを拒否すると、クレオンはアンティゴーヌを人質に取ってしまう。テゼとアテネ人が到着し、アンティゴーヌをクレオンから解放する。アテネの人々はクレオンを追い払い、エディプスを自分たちの街に迎え入れる。しかし、最後にエディプスは、アンティゴーヌさえも含めた全員に別れを告げ、限りなく光に満ちた洞窟、つまり死に場所に赴くのだった。

## 関連作品
イーゴリ・ストラヴィンスキー
- 『エディプス王』（初演1927年） - ジャン・コクトーの台本によるオペラ・オラトリオ。

## 主な全曲録音
| 年   | 配役 エディプス王 テイレジアス クレオン ジョカスト アンティゴーヌ                                              | 指揮者、 管弦楽団および合唱団                                                                                              | レーベル                   |
| ---- | --- | --- | -------------------------- |
| 1989 | ジョゼ・ヴァン・ダム ガブリエル・バキエ マルセル・ヴァノー ブリギッテ・ファスベンダー バーバラ・ヘンドリックス | ローレンス・フォスター モンテカルロ・フィルハーモニー管弦楽団 オルフェオン・ドノスティアラ                                 | CD:EMI EAN:5099994827521   |
| 1997 | モンテ・ペーダーソン エギルス・シリンス ダヴィデ・ダミアーニ マルヤーナ・リポフシェク ルクサンドラ・ドノース   | ミヒャエル・ギーレン ウィーン国立歌劇場管弦楽団 ウィーン国立歌劇場合唱団 ウィーン少年合唱団 オーストリア連邦歌劇場管弦楽団 | CD:Naxos EAN:0730099616324 |